# 莫頓冰川
莫頓冰川（英語：Morton Glacier）是南極洲的冰川，位於沙克爾頓海岸，長28公里，流經霍蘭山脈的沃恩角和劉易斯嶺，最終注入羅斯冰架，現時由南極條約體系管理。